# محطة الكلية (المنستير)

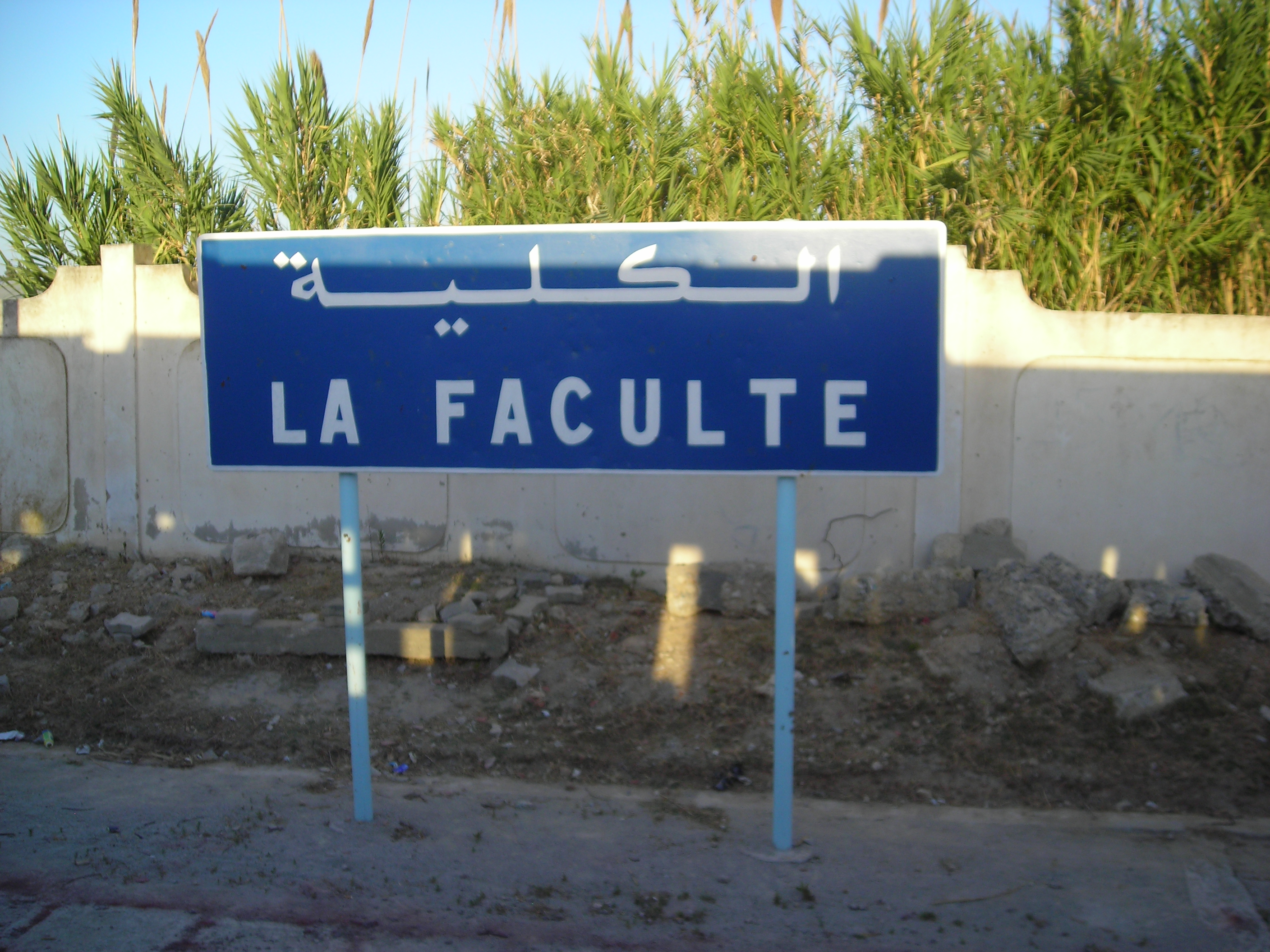
لافتة للمحطة، 2012

محطة الكلية La Faculté' هي محطة للسكك الحديدية في مدينة المنستير في تونس. وتشغّلها الشركة الوطنية للسكك الحديدية التونسية.
لمحطة أربع منصات تتوزع على جانبي تقاطع السكك الحديدية الثلاثي. تسير القطارات التي تنطلق من هذه المحطة على خط مترو الساحل الكهربائي وتخدم مدينة سوسة شمالاً ومدينة المهدية جنوباً، بالإضافة إلى المنستير. تقع المحطة بين محطة مطار المنستير غرباً ومحطة الحبيب بورقيبة شرقاً ومحطة المنطقة الصناعية (المنستير) جنوباً